# César Campaniço
César Campaniço (Lissabon, 31 maart 1980) is een Portugees autocoureur die anno 2009 in de ADAC GT Masters rijdt.

## Loopbaan
- 1999: Formule BMW ADAC, team Team Rosberg Junior.
- 2000: Formule BMW ADAC, team Team Rosberg.
- 2001: Formule Renault 2.0 Italië, team Prema Powerteam (1 overwinning, 2e in kampioenschap).
- 2001: Eurocup Formule Renault 2.0, team Prema Powerteam (3e in kampioenschap).
- 2001: Korea Super Prix, team Prema Powerteam.
- 2001: Spaanse Formule 3-kampioenschap, team Paco Orti Racing (3 races).
- 2002: Duitse Formule 3-kampioenschap, team Prema Powerteam.
- 2002: Franse Formule 3-kampioenschap, team Prema Powerteam (2 races).
- 2002: Italiaanse Formule 3-kampioenschap, team Prema Powerteam (1 race).
- 2002: Korea Super Prix, team Prema Powerteam.
- 2002: Grand Prix van Macau, team Prema Powerteam.
- 2002: Masters of Formula 3, team Prema Powerteam.
- 2003: Formule 3 Euroseries, teams Swiss Racing Team en Signature Plus.
- 2003: Korea Super Prix, team Signature Plus.
- 2003: Grand Prix van Macau, team Signature Plus.
- 2004: Formule Renault V6 Eurocup, team Cram Competition.
- 2005-06: A1GP, team A1 Team Portugal (2 races).
- 2006: Eurocup Mégane Trophy, team Racing for Belgium (1 overwinning).
- 2007: PTCC (klasse 2), team Sports & You (3 overwinningen, kampioen).
- 2007: European Touring Car Cup S2000, team Sports & You (2 races).
- 2007: Eurocup Mégane Trophy, team Equipe Verschuur (2 races).
- 2008: PTCC, team onbekend (8 overwinningen, kampioen).
- 2008: European Touring Car Cup S2000, team Liqui Moly Team Engstler (2 races).
- 2008: ADAC Procar Series, team Liqui Moly Team Engstler (2 races).
- 2008: Eurocup Mégane Trophy, team Oregon Team.
- 2008: Grand Prix van Macau, team Mastercar SRL.
- 2009: ADAC GT Masters, team Team Rosberg (1 overwinning).
- 2009: FIA GT3 Europees Kampioenschap, team Team Rosberg.
- 2009: PTCC, team onbekend (8 races, 3 overwinningen, 3e in kampioenschap).
- 2009: Rolex Sports Car Series, team Mastercar-Coast 2 Costa Racing (1 race).

## A1GP resultaten
| Jaar    | Inschrijving     | 1       | 2       | 3       | 4       | 5       | 6       | 7       | 8       | 9       | 10      | 11      | 12      | 13      | 14      | 15      | 16      | 17      | 18      | 19      | 20      | 21         | 22         | Rang | Punten |
| ------- | ---------------- | ------- | ------- | ------- | ------- | ------- | ------- | ------- | ------- | ------- | ------- | ------- | ------- | ------- | ------- | ------- | ------- | ------- | ------- | ------- | ------- | ---------- | ---------- | ---- | ------ |
| 2005-06 | A1 Team Portugal | GBR SPR | GBR FEA | GER SPR | GER FEA | POR SPR | POR FEA | AUS SPR | AUS FEA | MAL SPR | MAL FEA | UAE SPR | UAE FEA | RSA SPR | RSA FEA | IND SPR | IND FEA | MEX SPR | MEX FEA | USA SPR | USA FEA | CHN SPR 13 | CHN FEA 12 | 9    | 66     |